# Албена (разказ)
Вижте пояснителната страница за други значения на Албена.
„Албена“ е разказ от Йордан Йовков, публикуван за първи път във вестник „Зора“ (бр. 2502 от 5 ноември 1927 г.), а впоследствие, с малки промени в сборника „Вечери в Антимовския хан“ (1928).
Главната героиня – Албена – е арестувана за убийството на съпруга си – Куцара. Първо, обаче, тя трябва да премине през съда на враждебно настроената тълпа: „Гледам дали ще стигна да я цапардосам, като мине. Да я храсна аз по главата, че да види. Тук ѝ е съда нея, тази гивиндия“.
Щом обаче тълпата я вижда, тя замлъква, също като съда на старейшините, който трябва да съди хубавата Елена: Албена е еталон за хубост в българското село. При вида на тълпата, нейният любим и съучастник – Нягул – се предава. Това предизвиква ново обръщане на настроението на тълпата: за консервативното патриархално общество изневярата е най-голямо престъпление.
Авторът не дава пряка оценка на действията на Албена. Знакова за отношението му към героинята е крилатата фраза „Грешна беше тая жена, но беше хубава“